# 브리온시

브리온 시의 위치

브리온시(스페인어: Brión)는 베네수엘라 미란다 주의 지방 자치체로 행정 중심지는 이게로테이며 면적은 531km2, 인구는 56,699명(2007년 기준)이다.